# Nyctemera limbata
Nyctemera limbata là một loài bướm đêm thuộc phân họ Arctiinae, họ Erebidae.